# Obila decertaria
Obila decertaria är en fjärilsart som beskrevs av Herrich-Schäffer 1870. Obila decertaria ingår i släktet Obila och familjen mätare. Inga underarter finns listade i Catalogue of Life.